# Coscineuscelus
Coscineuscelus es un género de coleópteros curculionoideos de la familia Attelabidae. Habita en América (Cuba, Haití, República Dominicana, Brasil, Bolivia, Colombia, Paraguay). Jekel describió el género en 1860 como parte de Euscelus. Esta es la lista de especies que lo componen:
- Coscineuscelus nigricornis
- Coscineuscelus cribrarius
- Coscineuscelus cribratus
- Coscineuscelus pulchellus
- Coscineuscelus uviferae
- Coscineuscelus amplectens
- Coscineuscelus psidii